# Olios quinquelineatus
Olios quinquelineatus är en spindelart som beskrevs av Władysław Taczanowski 1872. Olios quinquelineatus ingår i släktet Olios och familjen jättekrabbspindlar.
Artens utbredningsområde är Franska Guyana. Inga underarter finns listade i Catalogue of Life.